# فرودگاه چانگها
فرودگاه چانگها (به انگلیسی: Changhai Airport) یک فرودگاه همگانی با کد یاتا CNI است . این فرودگاه در کشور چین قرار دارد .